# Poeciliopsis
Poeciliopsis – rodzaj ryb karpieńcokształtnych z rodziny piękniczkowatych (Poeciliidae).

## Klasyfikacja
Gatunki zaliczane do tego rodzaju:
| - Poeciliopsis baenschi - Poeciliopsis balsas - Poeciliopsis catemaco - Poeciliopsis elongata - Poeciliopsis fasciata - Poeciliopsis gracilis - Poeciliopsis hnilickai - Poeciliopsis infans - Poeciliopsis jackschultzi - Poeciliopsis latidens - Poeciliopsis letoni - Poeciliopsis lucida - Poeciliopsis lutzi | - Poeciliopsis monacha - Poeciliopsis occidentalis - Poeciliopsis paucimaculata - Poeciliopsis pleurospilus – żyworódka kropkowana - Poeciliopsis presidionis - Poeciliopsis prolifica - Poeciliopsis retropinna - Poeciliopsis santaelena - Poeciliopsis scarlli - Poeciliopsis sonoriensis - Poeciliopsis turneri - Poeciliopsis turrubarensis - Poeciliopsis viriosa |